# Arikara (taal)
Het Arikara is een taal van de familie van de Caddotalen en werd gesproken door de gelijknamige Arikara. Het Arikara is nauw verwant aan het Pawnee, maar beide talen zijn niet onderling verstaanbaar. In de 18e eeuw werd het Arikara nog door 10.000 tot 30.000 mensen gesproken, maar anno 2007 zijn er nog maar 10 sprekers over, oudere leden van het Arikaravolk. Tegenwoordig probeert men de taal nieuw leven in te blazen. Het Arikara wordt onderwezen aan het Fort Berthold Community College, White Shield School en aan het Arikara Cultural Center.